# Езотеричне християнство

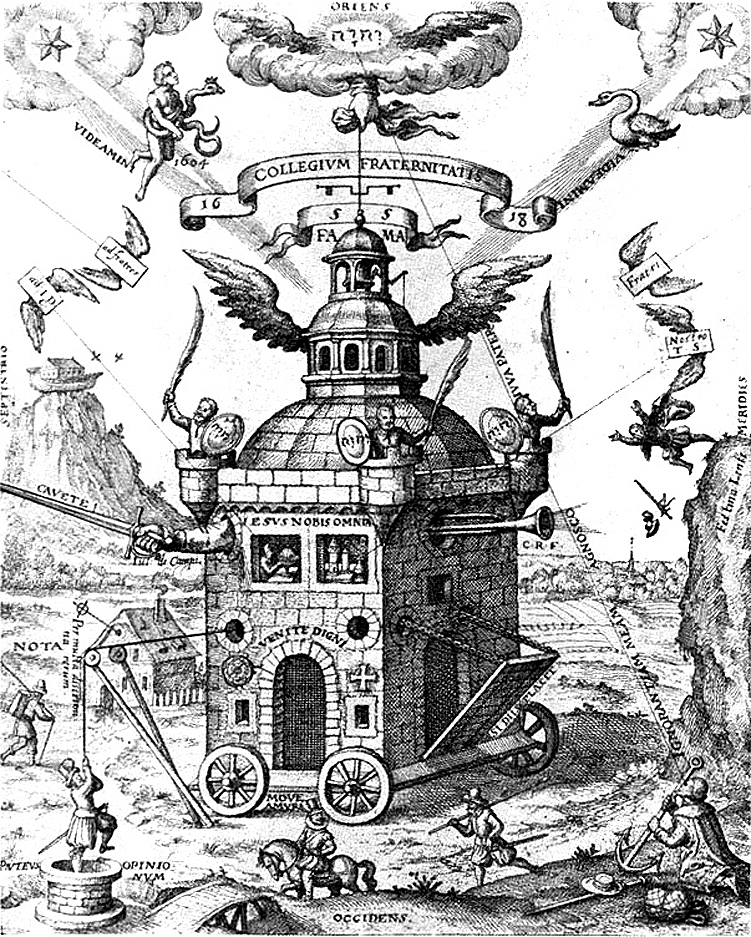
"Храм Братства Троянди та Хреста, " Teophilus Schweighardt Constantiens, 1618.

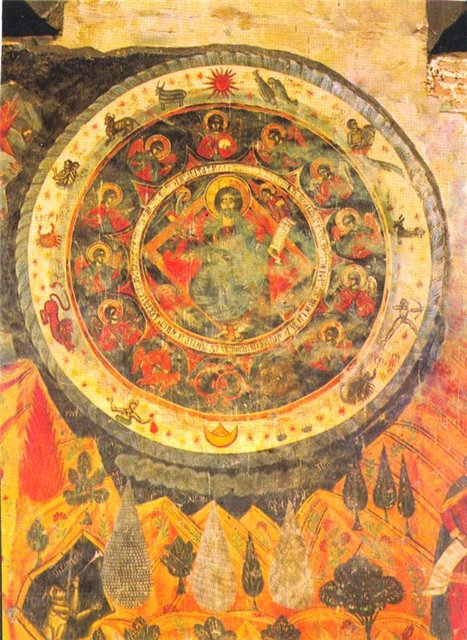
Фреска 17-о століття з собору Свєтіцховелі в Грузії, що зображає Ісуса в колі Зодіаку.

Езотеричне (від дав.-гр. ἐσωτερικός — внутрішній) християнство — термін, яким характеризують себе деякі окультні вчення, що претендують на володіння «прихованим», «істинним» розумінням християнства, доступним, на їхню думку, лише вузькому колу «просвітлених», «ініційованих» і найвищою мірою освічених людей.
Самі послідовники езотеричного християнства розцінюють християнство як релігію, що сповнена великих таїнств і відкрито стверджують, що існують певні езотеричні доктрини та практики, які дають ключ до цих таїнств і що вони ними володіють.
З точки зору християн «в християнстві не існує езотеричного вчення». Таким чином, термін «езотеричне християнство» християни не використовують і не визнають.
Вчення, які відносять себе до езотеричного християнства, поділяють кілька загальних ознак:
- неортодоксальна, або єретична християнська теологія;
- використання не лише канонічних Євангелій, але й апокрифів, яким часто віддають перевагу;
- переконаність у тому, що disciplina arcani (вчення таїнств), усна традиція, джерелом якої вважають дванадцять апостолів, містить езотеричне вчення Ісуса Христа[6][7].

## Містична релігія
Ранні християни використовували слово грец. μυστήριον (містерії) для позначення таїнств християнства. У версіях Старого Заповіту слово mysterion еквівалентне єврейському sôd, «таємниця» ([[|Прип]] 20:19; [[|Юдиф]] 2:2; Єг. 22:27; 2 Мак 13:21).
В Новому Заповіті слово таїнство зазвичай застосовують відносно піднесеного одкровення Євангелія (Матвія 13:11; [[|Колосян]] 2:2; [[|1 Тимофія]] 3:9; [[|1 Коринтян]] 15:51), втілення та життя Спасителя і його прояву в проповідях апостолів ([[|Римлян]] 14:24; [[|Ефесян]] 3:4; 6:19; Колосян. 1:26; 4:3). Теологи називають таїнством розкриття істин, які перевершують природний розум, оскільки, у вузькому розумінні, таїнство  — істина, що перевершує тваринний інтелект.
Неможливість зрозуміти таїнства раціональним шляхом призводить, на думку окультистів, до внутрішнього або прихованого шляху розуміння християнських таїнств, який отримав назву езотеричного в езотеричному християнстві.
Езотерики вважають, що навіть бувши відкритими і за наявності віри, таїнства все одно залишаються неясними та прихованими поки триває смертне життя, якщо лише розуміння таїнств не стає можливим за допомогою езотерики.

## Стародавнє коріння

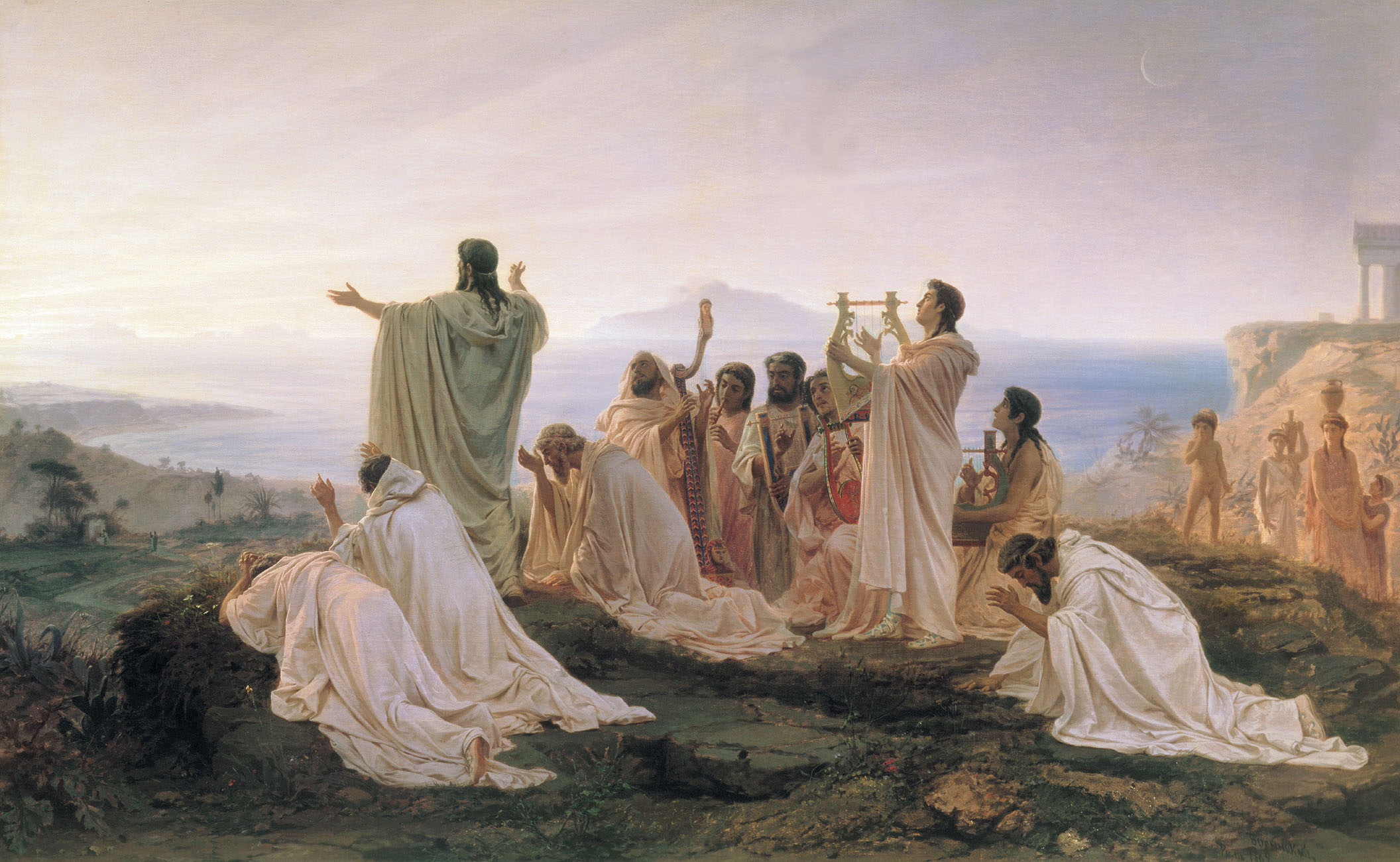
Грецька містика вплинула на багатьох богословів ранньої церкви, таких як Климент Александрійський і Ориген.

Деякі сучасні вчені[хто?] вважають, що на ранніх стадіях християнства ядро усного вчення було успадковане від палестинського та елліністичного юдаїзму, який сформував основу таємної усної традиції в IV столітті, яку назвали disciplina arcani. Серед богословів панівною думкою є та, що ця традиція міститься лише в частинах літургії і в деяких інших традиціях, які залишаються частинами певних гілок основної християнської течії (наприклад, доктрина транссубстанціації, як вважають католицькі теологи, була частиною disciplina arcani).
Езотерики впевнені, що disciplina arcani, яку практикували ранні християни, була таким собі таємним, езотеричним вченням, що відрізнявся від явного вчення.
Однак у християнському розумінні термін disciplina arcani має інше, достатньо вузьке значення. Наприклад, згідно з Православною енциклопедією:

Disciplina arcani (рідше arcana; лат.  — таємне вчення), суч. термін, що означає правило стародавньої Церкви не допускати присутності нехрещених (включаючи оголошених) під час таїнств  — насамперед Хрещення та Євхаристії. D. a. передбачала заборону на розголошення чинонаслідування таїнств і їх сенсу, а також точного формулювання хрещального Символу віри й молитви «Отче наш» до переходу охочого хреститися в розряд «тих, що починають навчання». 

Справді, процедура  оголошення в перші століття відбувалася таємно. Георгій Флоровський вказує, однак, що таємниця стосувалась не вчення, а  формул та обрядів і мала швидше педагогічний сенс: 

І тому повідомлюваний і роз'яснюваний Символ потрібно «пам'яттю накреслити в серці», повторювати його усно, не записуючи на папір, і читати його таємно, щоб хто не підслухав. Ця disciplina arcani, поширювана в Церкві, особливо в IV столітті, має пастирський та педагогічний сенс і можливо відбиває Олександрійську теорію про ступені відання. Можливо, що в ній знайшла відбиток і практика давніх язичницьких містерій... Вона стосується не стільки навчання, скільки формул і обрядів. 

Тертуліан писав про вимушене приховування відомостей про християнське богослужіння в повсякденному житті зважаючи на нерозуміння й глузування з боку язичників; при цьому язичники все одно знали, що відбувається в Церкві.
Відомий фахівець з античності та християнської історії академік С. С. Аверінцев вказував на принципово інший зміст явища disciplina arcani в ранньому християнстві порівнюючи з езотеризмом гностиків або масонів:

Взагалі кажучи, будь-яка релігійна і тим більш містична свідомість примушена створювати для себе систему сакральних знаків і символів, без яких вона не могла б описувати свій «невимовний» зміст; <…> це так само притаманне візантійському богослов'ю, як даоській, або буддійській, або індуїстській містиці.
Якщо мати на увазі лише цю універсальність символічної мови, легко не помітити істотну відмінність між історичними типами та «стилями» символіки. Тому підкреслимо, що християнська традиція найголовніший акцент робить  <…> не так на атмосферу таємниці та «окультного» натяку на приховане від непосвячених (пор. роль символіки містеріальних і гностичних спільнот від Елевсіна до новоєвропейського масонства). Зрозуміло, що елементи того та іншого можна легко виявити у складному складі християнській традиції (ранньохристиянська «disciplina arcani»<…>), але їх модальність всередині християнської символіки як цілого кожного разу визначається центральним аспектом цього цілого: сакральний знак і символ є знамення, що вимагає віри. <…>
Виражена в сакральному знаку «таємниця» є в християнській системі ідей не так езотеричним надбанням небагатьох, що оберігається від натовпу, скільки військова таємниця, що оберігається від ворогів. <... > На місце містеріально-гностичної опозиції посвячені/непосвячені стає зовсім інша опозиція соратники/супротивники; до числа останніх віднесені «вороги видимі та невидимі»  — люди і біси. 

Деякі сучасні течії езотеричного християнства звертаються до творів Оригена (як і інших Отців Церкви та біблійних тлумачень), щоб затвердити ідеї реінкарнації як частини християнської традиції, хоча Ориген в роботі «Проти Цельса» та інших своїх роботах явно заперечує реінкарнацію.

## Новий час
У течіях середньовічного західного езотеризму, наприклад в алхімії та астрології, були поєднані християнська теологія й доктрини езотеричного змісту.
У своїй Апології Джованні Піко делла Мірандола («Apologia J. Pici Mirandolani, Concordiae comitis», опублікована 1489 року) стверджує, що є два типи «магії»: теургія (божественна магія) та Гоетія (демонічна магія). ці дисципліни були названі «Операцією Зірок», тоді як алхімія була «Операцією Сонця», а астрологія  — «Операцією Місяця». Всі вони віднесені до активних, або «оперативних» дисциплін, так само як і Каббала. Представники езотеричного християнства можуть практикувати всі ці течії, або традиції, і стати адептами, алхіміками, астрологами, і герметиками-кабалістами, але тим не менш існують езотерики-християни, що практикують лише пасивні, або споглядальні дисципліни, які допомагають їм найкраще осягати «таємні знання», одержувані від Вищих Сутностей.
У XVI і XVII століттях цей напрямок дійшов до логічно завершеної форми з розвитком теософії та розенкрейцерства. Рух бехменістів і масонство також активно розвивалися тоді.

## Сучасні форми

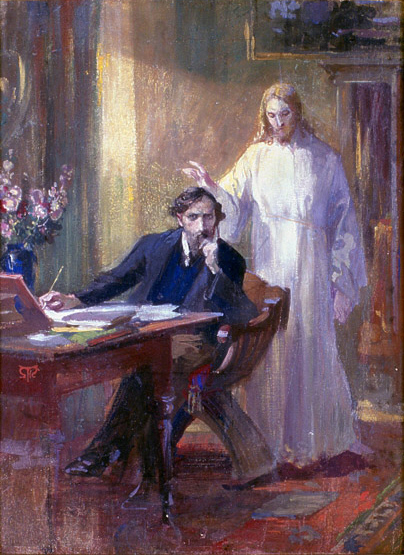
Автопортрет з Христом Мартіна фон Фоєрштайна

Багато сучасних течій езотеричного християнства приймають ідею перевтілення, а також складну енергетичну структуру людської істоти (такі елементи, як ефірне тіло, астральне тіло, ментальне тіло та каузальне тіло). Ці течії роблять акцент на необхідності внутрішньої духовної роботи, яка призведе до оновлення людини в Павлівському сенсі. Рудольф Штайнер та Макс Гендель опублікували кілька духовних вправ у своїх працях, щоб допомогти розвитку послідовників. У тому самому руслі написані й твори Томмазо Паламідессі, чиєю метою був розвиток аскетичних технік та медитацій.
Георгій Гурджиєв називав своє вчення «Четвертим Шляхом»  — шляхом свідомості, на якому студент навчався працювати з негативними боками й стражданнями свого звичайного життя, щоб прийти до життя істинного («Життя лише тоді життя, коли Я Є».) Згідно зі всіма цими ученими-езотериками, сукупність цих методів (часто їх пов'язують з такими східними методами медитацій, як медитація чакр або візуалізація) призведе до спасіння душі і до повного відродження людини. цей процес часто передбачає існування духовного тіла, схильного до воскресіння (і тому названого в християнській термінології Тілом Воскресіння). Деякі езотеричні християни в наші дні включають у свої вірування техніки традиційних магічних практик, таких як каббала, теургія, гоеція, алхімія, астрологія та герметизм.

### Школи
- Давній і Прийнятий Шотландський Статут (18 ступінь) і Йоркський Статут масонства.
- Мартинізм Луї Клода де Сен-Мартена
- Мемфіс-Міцраїм
- Орден Троянди та Хреста, O.'.R.'.C.'.
- Антропософське Суспільство Рудольфа Штейнера
- Археософічне Суспільство Томмазо Паламідессі
- Lectorium Rosicrucianum Яна ван Рейкенборга/Катарози де Петрі
- Ліберальний Католицький Рух
- Масонське Societas Rosicruciana
- Розенкрейцерське братство Макса Генделя

### Традиції
- Мартинізм
- Розенкрейцерство
- Богомильства
- Катари
- Ессени
- Гностицизм
- Герметизм
- Неоплатонізм
- Піфагореїзм
- Бехменізм

### Вчення
- Алхімія, Філософський камінь
- Мартинізм
- Астрологія
- Християнська медитація
- Езотерика
- Гнозис
- Кабала, християнська кабала, герметична кабала
- Магія (див. також погляди християн на магію), гоетія, теургія
- Містицизм
- Нумерологія
- Окультизм
- Спіритуалізм

### Центральні ідеї
- Христос, Друге пришестя
- Бог та схема еволюції
- Софія (мудрість)
- Пентаграмматон